# San Mateo, California
San Mateo (/ˌsæn məˈteɪ.oʊ/ SAN mə-TAY-oh) là một thành phố tại quận San Mateo, tiểu bang California, Hoa Kỳ. Thành phố nằm trong Vùng vịnh San Francisco. Dân số theo điều tra năm 2010 là 97.207 người, nó là một trong những khu ngoại ô lớn hơn trên Bán đảo San Francisco, nằm giữa Burlingame ở phía bắc, Foster City và Vịnh San Francisco về phía đông, Belmont về phía Nam và Highlands-Baywood Park và Hillsborough về phía tây. Dân số năm 2015 được ước tính là 103.536 người. San Mateo được thành lập năm 1894.

## Lịch sử
Được ghi chép bởi những người thực dân Tây Ban Nha như là một phần của Rancho de las Pulgas (Rancho de Fleas) và Rancho San Mateo, lịch sử sớm nhất được lưu giữ trong kho lưu trữ của Mission Dolores. Năm 1789, các nhà truyền giáo người Tây Ban Nha đã đặt tên một ngôi làng người Mỹ bản địa dọc theo Laurel Creek như Los Laureles hoặc Laurels (Mission Dolores, 1789). Vào thời kỳ độc lập của Mêhicô, có 30 người dân bản xứ ở San Mateo, rất có thể là từ bộ lạc Salson.
Thuyền trưởng Fredrick W. Beechey năm 1827 đi cùng những ngọn đồi bên phải, được biết đến trong phần đó là Sierra del Sur, bắt đầu tiến gần con đường, vượt qua một sự nổi bật nhỏ, mở ra khi "một đất nước đồng cỏ rộng lớn, với Cụm cây sồi mịn mọc từ dưới gỗ... Nó rất giống với công viên của quý tộc: đàn bò và ngựa đang chăn thả trên những đồng cỏ giàu có, và rất nhiều hươu hoang, giật mình khi tiếp cận của người lạ, bị chặn để tìm kiếm sự bảo vệ giữa các ngọn đồi... Điều này Điểm được đặt tên là San Matheo, và thuộc về sứ mệnh của San Francisco ". Một bản đồ phác hoạ năm 1835 của Rancho đề cập đến con lạch là arroyo de los laureles. Trong thế kỷ 21, hầu hết các vòng nguyệt quế đã biến mất, để phát triển.
Năm 1810 Coyote Point là một đặc điểm nổi bật được ghi nhận sớm của San Mateo. Bắt đầu từ những năm 1850, một số người San Franciscans giàu có đã bắt đầu xây dựng nhà mùa hè hoặc nhà vĩnh viễn ở bán đảo giữa. Trong khi hầu hết các khu định cư sớm xảy ra ở Hillsborough lân cận và Burlingame, một số lâu đài quan trọng và các tòa nhà được xây dựng ở San Mateo

## Khí hậu
| Dữ liệu khí hậu của San Mateo     | Dữ liệu khí hậu của San Mateo | Dữ liệu khí hậu của San Mateo | Dữ liệu khí hậu của San Mateo | Dữ liệu khí hậu của San Mateo | Dữ liệu khí hậu của San Mateo | Dữ liệu khí hậu của San Mateo | Dữ liệu khí hậu của San Mateo | Dữ liệu khí hậu của San Mateo | Dữ liệu khí hậu của San Mateo | Dữ liệu khí hậu của San Mateo | Dữ liệu khí hậu của San Mateo | Dữ liệu khí hậu của San Mateo | Dữ liệu khí hậu của San Mateo |
| Tháng                             | 1                             | 2                             | 3                             | 4                             | 5                             | 6                             | 7                             | 8                             | 9                             | 10                            | 11                            | 12                            | Năm                           |
| --------------------------------- | ----------------------------- | ----------------------------- | ----------------------------- | ----------------------------- | ----------------------------- | ----------------------------- | ----------------------------- | ----------------------------- | ----------------------------- | ----------------------------- | ----------------------------- | ----------------------------- | ----------------------------- |
| Cao kỉ lục °F (°C)                | 76 (24)                       | 80 (27)                       | 89 (32)                       | 97 (36)                       | 102 (39)                      | 109 (43)                      | 110 (43)                      | 105 (41)                      | 106 (41)                      | 104 (40)                      | 87 (31)                       | 76 (24)                       | 110 (43)                      |
| Trung bình ngày tối đa °F (°C)    | 58 (14)                       | 62 (17)                       | 65 (18)                       | 69 (21)                       | 74 (23)                       | 79 (26)                       | 82 (28)                       | 81 (27)                       | 80 (27)                       | 74 (23)                       | 65 (18)                       | 58 (14)                       | 71 (21)                       |
| Tối thiểu trung bình ngày °F (°C) | 40 (4)                        | 43 (6)                        | 45 (7)                        | 46 (8)                        | 50 (10)                       | 54 (12)                       | 56 (13)                       | 56 (13)                       | 54 (12)                       | 50 (10)                       | 44 (7)                        | 40 (4)                        | 48 (9)                        |
| Thấp kỉ lục °F (°C)               | 16 (−9)                       | 25 (−4)                       | 29 (−2)                       | 33 (1)                        | 36 (2)                        | 39 (4)                        | 40 (4)                        | 43 (6)                        | 38 (3)                        | 33 (1)                        | 29 (−2)                       | 19 (−7)                       | 16 (−9)                       |
| Lượng mưa trung bình inches (mm)  | 4.4 (110)                     | 4.1 (100)                     | 3.2 (81)                      | 1.2 (30)                      | 0.88 (22)                     | 0.12 (3.0)                    | 0.05 (1.3)                    | 0.16 (4.1)                    | 0.33 (8.4)                    | 1.25 (32)                     | 2.88 (73)                     | 4.1 (100)                     | 22.67 (564.8)                 |
| Số ngày mưa trung bình            | 14                            | 11                            | 10                            | 3                             | 3                             | 0                             | 0                             | 0                             | 0                             | 3                             | 8                             | 11                            | 63                            |
| [ cần dẫn nguồn ]                 |                               |                               |                               |                               |                               |                               |                               |                               |                               |                               |                               |                               |                               |